# Oldenlandia machingensis
Oldenlandia machingensis är en måreväxtart som beskrevs av Bernard Verdcourt. Oldenlandia machingensis ingår i släktet Oldenlandia och familjen måreväxter. Inga underarter finns listade i Catalogue of Life.